# Satellite Sam
Satellite Sam — серия комиксов, которую в 2013—2015 годах издавала компания Image Comics.

## Синопсис
Действие происходит в Нью-Йорке в 1951 году. Звезда заглавного телесериала был найден мёртвым в гостинице.

## История создания
В интервью для IGN Фрэкшн говорил: «Я всегда стараюсь писать комиксы, которые хочу прочитать, и я хотел написать комикс, который никогда раньше не читал. Я хотел работать с Говардом [Чайкиным]». Сценарист готовился к работе над комиксом несколько лет. Он отмечал: «Мы с Говардом очень хорошо работаем вместе, и я не знаю, смогу ли я заинтересовать его идеей». Сам художник заявлял, что его источником вдохновения служит комикс Terry and the Pirates.

## Коллекционные издания
| Название                                           | Тип              | Дата выхода     | Собранный материал   | Кол-во страниц | ISBN                       | Предполагаемый объём продаж (первый месяц) |
| -------------------------------------------------- | ---------------- | --------------- | -------------------- | -------------- | -------------------------- | ------------------------------------------ |
| Satellite Sam, Vol. 1                              | Мягкая обложка   | 5 марта 2014    | Satellite Sam #1-5   | 144            | 978-1607068525, 1607068524 | 2 713, позиция в Северной Америке — 21     |
| Satellite Sam, Vol. 2: The Kinescope Snuff         | Мягкая обложка   | 15 октября 2014 | Satellite Sam #6-10  | 128            | 978-1632151209, 1632151200 | 1 908, позиция в Северной Америке — 62     |
| Satellite Sam, Vol. 3: The Limestone Caves of Fire | Мягкая обложка   | 12 августа 2015 | Satellite Sam #11-15 | 144            | 978-1632154057, 1632154056 | 1 417, позиция в Северной Америке — 83     |
| Satellite Sam Deluxe                               | Твёрдый переплёт | 14 октября 2015 | Satellite Sam #1-15  | 400            | 978-1632154781, 1632154781 | 636, позиция в Северной Америке — 192      |

## Отзывы
На сайте Comic Book Roundup серия имеет оценку 7,9 из 10 на основе 65 рецензий. Мелисса Грей из IGN дала первому выпуску 8,3 балла из 10 и написала, что «Мэтт Фрэкшн умеет создавать комиксы, не похожие ни на что из того, что вы когда-либо видели». Джим Джонсон из Comic Book Resources отмечал, что «Чайкин привносит в этот комикс почти всё, благодаря чему известен». Шон Эдгар из Paste поставил дебюту оценку 7 из 10 и посчитал, что потенциал серии перевешивает недостатки. Скотт Седерланд из Newsarama присвоил первому выпуску 9 баллов из 10 и подчеркнул, что в нём «есть элементы, на которые вы могли бы указать и сказать — „это комикс Чайкина“ или „это комикс Фрэкшна“». Джен Апрахамян из Comic Vine вручила дебюту 5 звёзд из 5 и сравнила стиль диалогов Фрэкшна со стилем Аарона Соркина.